# Ниц, Пётр Тимофеевич
Ниц Пётр Тимофеевич (6 ноября 1913 года, Николаев — 19 июля 1979 года) — архитектор, член Союза архитекторов СССР (1947).

## Биография
- 1931 — окончил Московский топографический техникум.
- 1934-1937 — старший техник-архитектор института «Текстильпроект» (Москва).
- 1938-1941 — архитектор завода № 13.
- 1938 — окончил Московский архитектурный институт.
- 1941 — архитектор института «Союзстройпроект».
- 1942-1943 — архитектор «Наркомводхоза».
- 1945-1946 — архитектор архитектурно-проектной мастерской при Управлении главного архитектора города Курска.
- 1946-1947 — начальник областной инспекции госархстройконтроля по Курской области.
- 1947 — член Союза архитекторов СССР.
- 1948-1950-е годы — заместитель начальника отдела по делам строительства и архитектуры Курского облисполкома.

## Проекты и постройки

### Осуществленные проекты

#### Турция
- текстильные комбинаты (1930-е).

#### Туркменская ССР

##### Ашхабад
- кирпичный завод (1930-е).

#### УССР

##### Херсон
- прядильный корпус хлопчатобумажного комбината (1954).

#### РСФСР

##### Жилые и общественные здания
- 2-3-этажный жилой дом Горремстройтреста по улице Радищева, 4 (1948) (в соавторстве с архитектором Гулиным И.Н.)[1]

##### Планировочные работы
- Проект детальной планировки в стадии генерального плана центра города Льгова (1947) (в соавторстве с архитектором Гулиным И.Н.)[2]

##### Жилые и общественные здания
- Восстановление 2-этажного жилого дома по улице Буденного, 26 (1948)[2]. Снесен.

### Неосуществленные проекты

#### РСФСР

##### Планировочные работы
- Второй вариант планировки и застройки центра города Курска: здания Дома Советов, Горисполкома, гостиницы, жилого дома и других (1946) (в соавторстве с архитекторами Токманом М.М., Ехауекимом А.Ю.)[3]